# Elizabeth Murray
Lady Elizabeth Murray (Varsavia, 18 maggio 1760 – 1º giugno 1825) è stata una nobile inglese.

## Biografia

### Infanzia
Lady Elizabeth Murray nacque il 18 maggio 1760 a Varsavia in Polonia. Era la figlia di David Murray, II conte di Mansfield (1727–1796) nata dal suo primo matrimonio con la contessa Henrietta Frederica von Bünau. Suo nonno materno fu il conte Heinrich von Bünau (1697–1762).
In seguito alla morte di sua madre nel 1766, fu allevata a Kenwood House dallo zio di suo padre William Murray, I conte di Mansfield e da sua moglie Elizabeth. Presto la coppia prese ad abitare con loro anche un'altra pronipote, Dido Elizabeth Belle (1761-1804), la figlia naturale di carnagione mista del nipote di Murray, Sir John Lindsay; Lindsay mandò la giovane Dido dallo zio dalle Indie Occidentali.

### Matrimonio
Sposò George Finch-Hatton (1747–1823) il 10 dicembre 1785. Ebbero tre figli:
- Louisa Anne Hatton (m. 1 March 1875).[1]
- George William Finch-Hatton (19 maggio 1791 – 8 gennaio 1858).[1]
- Reverendo Daniel Heneage Finch-Hatton (1795 – gennaio 1866).[1]

Per coincidenza, il padre di George Finch-Hatton, Edward, e la moglie del I conte di Mansfield, Elizabeth, erano entrambi figli di Daniel Finch, VII conte di Winchilsea e Anne Hatton.

### Morte
Morì il 1º giugno 1825.

## Nella cultura di massa
- Sarah Gadon ha interpretato Lady Elizabeth nel film La ragazza del dipinto (2013).